# Аерономія
Аерономія (від грец. αέρος — «повітря» та νόμος — «закон») або фізика верхньої атмосфери — вчення про фізичні та хімічні процеси в високих шарах атмосфери.